# Поражин (Великопольське воєводство)
Поражин (пол. Porażyn, нім. Eichenhorst) — село в Польщі, у гміні Опалениця Новотомиського повіту Великопольського воєводства.
Населення — 684 особи (2011).
У 1975-1998 роках село належало до Познанського воєводства.

## Демографія
Демографічна структура станом на 31 березня 2011 року:
|          | Загалом | Допрацездатний вік | Працездатний вік | Постпрацездатний вік |
| -------- | ------- | ------------------ | ---------------- | -------------------- |
| Чоловіки | 338     | 77                 | 234              | 27                   |
| Жінки    | 346     | 84                 | 199              | 63                   |
| Разом    | 684     | 161                | 433              | 90                   |